# Bruno Peres
Bruno Peres, mit vollem Namen Bruno da Silva Peres (* 1. März 1990 in São Paulo), ist ein brasilianischer Fußballspieler.

## Karriere

### Grêmio Osasco Audax (2010–2012)
Peres unterzeichnete seinen ersten Profivertrag bei Grêmio Osasco Audax. Während seiner Zeit bei Audax wurde er zwei Mal verliehen. 2010 wurde er an CA Bragantino verliehen und von 2011 bis 2012 wurde er an Guarani FC verliehen. Für Guarani FC spielte er 16 Spiele in der Série B, der zweithöchsten Spielklasse im brasilianischen Fußball und 17 Spiele in der Campeonato Paulista.

### Santos (2012–2014)
Am 5. Juli 2012 unterzeichnete er einen Vertrag beim FC Santos. Drei Tage später feierte er sein Debüt gegen Grêmio Porto Alegre. Sein erstes Tor erzielte er gegen Ponte Preta. Am 15. Januar 2013 wurde bekannt gegeben, dass Peres beim SC Internacional aus Porto Alegre einen Vierjahresvertrag unterschrieben hat, der Transfer scheiterte allerdings. Als Cicinho zum FC Santos kam, verdrängte er Peres auf die Ersatzbank. Sodass er sich dazu entschied Santos zu verlassen. Mit dem FC Santos gewann er 2012 die Recopa Sudamericana.

### Turin (2014–2016)
Am 16. Juni 2014 wechselte Peres für eine Ablösesumme von 2,2 Millionen Euro zum FC Turin. Nach langen Problem der Spielerregistration feierte er sein Debüt am 21. September 2014 gegen Hellas Verona, als er für Cristian Molinaro in der 69 Minute eingewechselt wurde. Am 30. November 2014 erzielte er einem Spiel gegen Juventus Turin sein erstes Tor für Turin. Beim FC Turin hat er sich in kurzer Zeit zum Schlüsselspieler entwickelt.

### AS Rom (seit 2016)
Am 16. August 2016 gab die AS Rom bekannt, dass sie Peres für eine Million Euro vom FC Turin ausgeliehen haben. Nach Ablauf der Spielzeit greift für die AS Rom eine Kaufpflicht, die Vereinsangaben zufolge bei 12,5 Millionen Euro liegt. Nach Ablauf der Saison wurde er von Rom fest verpflichtet.

## Erfolge
FC Santos
- Recopa Sudamericana: 2012

Trabzonspor
- Türkischer Meister: 2021/22